# Segunda Revolução Industrial
Segunda Revolução Industrial, também conhecida como Revolução Tecnológica, foi uma fase de rápida descoberta científica, padronização, produção em massa e industrialização do final do século XIX até o início do século XX. A Primeira Revolução Industrial, que terminou em meados do século XIX, foi pontuada por uma desaceleração em invenções importantes antes da Segunda Revolução Industrial em 1870. Embora vários dos seus eventos possam ser atribuídos a inovações anteriores na indústria transformadora, como o estabelecimento de uma indústria de máquinas-ferramentas, o desenvolvimento de métodos para a fabricação de peças intercambiáveis, bem como a invenção do processo de Bessemer e do forno de lareira aberta para produzir aço, desenvolvimentos posteriores anunciaram a Segunda Revolução Industrial, que é geralmente datada entre 1870 e 1914 (o início da Primeira Guerra Mundial).
Foi um período de rápido desenvolvimento industrial, principalmente no Reino Unido, Alemanha e Estados Unidos, como também França, Países Baixos, Itália e Japão, caracterizado pela construção de ferrovias, produção de ferro e aço em larga escala, uso generalizado de máquinas na manufatura, uso muito maior de energia a vapor, uso generalizado do telégrafo, uso de petróleo e o início da eletrificação. Foi também o período em que os métodos organizacionais modernos para operar negócios de grande escala em vastas áreas entraram em uso.
A enorme expansão das linhas ferroviárias e telegráficas após 1870 permitiu um movimento sem precedentes de pessoas e ideias, o que culminou em uma nova onda de colonialismo e globalização. No mesmo período, novos sistemas tecnológicos foram introduzidos, principalmente energia elétrica e telefones. A Segunda Revolução Industrial continuou no século XX, com a eletrificação inicial das fábricas e da linha de produção, mas terminou no início da Primeira Guerra Mundial.
O conceito foi introduzido por Patrick Geddes, Cities in Evolution (1910), e estava sendo usado por economistas como Erich Zimmermann (1951), mas o uso do termo por David Landes em um ensaio de 1966 e em The Unbound Prometheus (1972) padronizou as definições acadêmicas do termo, que foi mais intensamente promovido por Alfred Chandler (1918–2007). No entanto, alguns continuam a expressar reservas sobre seu uso. Em 2003, Landes enfatizou a importância das novas tecnologias, especialmente o motor de combustão interna, o petróleo, novos materiais e substâncias, incluindo ligas e produtos químicos, a eletricidade e as tecnologias de comunicação, como o telégrafo, o telefone e o rádio. Um autor chamou o período de 1867 a 1914, durante o qual a maioria das grandes inovações foram desenvolvidas, de "A Era da Sinergia", uma vez que as invenções e inovações eram baseadas na engenharia e na ciência. A Era da Informação, iniciada em 1947, às vezes também é chamada de Terceira Revolução Industrial.

## Indústria e tecnologia
Uma sinergia entre ferro e aço, ferrovias e carvão se desenvolveu no início da Segunda Revolução Industrial. As ferrovias permitiram o transporte barato de materiais e produtos, o que por sua vez levou à construção de trilhos baratos para construir mais estradas. As ferrovias também se beneficiaram do carvão barato para suas locomotivas a vapor. Esta sinergia levou à colocação de 120 mil quilômetros de vias férreas nos Estados Unidos na década de 1880, a maior quantidade em toda a história da humanidade.

### Ferro
A técnica de sopro quente, na qual o gás de combustão quente de um alto-forno é usado para pré-aquecer o ar de combustão injetado, foi inventada e patenteada por James Beaumont Neilson em 1828 na Wilsontown Ironworks, na Escócia. Foi o avanço mais importante na eficiência de combustível do alto-forno, pois reduziu muito o consumo de combustível para a fabricação de ferro-gusa e foi uma das tecnologias mais importantes desenvolvidas durante a Revolução Industrial. Com o custo bastante reduzido de produção de ferro-gusa com coque usando sopro quente, a demanda cresceu dramaticamente e também o tamanho dos altos-fornos. Inicialmente, a técnica usava ferro como meio de aquecimento regenerativo. O ferro causava problemas de expansão e contração, o que estressava o ferro e causava falhas. Edward Alfred Cowper desenvolveu o fogão Cowper em 1857.

### Aço

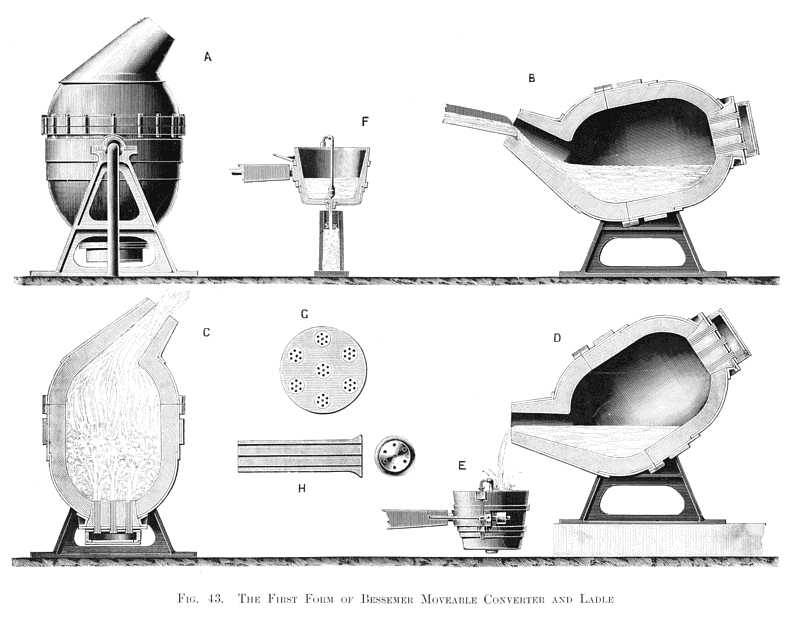
Um diagrama do conversor de Bessemer. O ar soprado através de furos no fundo do conversor cria uma reação violenta no ferro-gusa fundido que oxida o excesso de carbono, convertendo o ferro-gusa em ferro puro ou aço, dependendo do carbono residual.

O processo de Bessemer, inventado por Sir Henry Bessemer, permitiu a produção em massa de aço, aumentando a escala e a velocidade de produção deste material vital e diminuindo as necessidades de mão de obra. O princípio fundamental era a remoção do excesso de carbono e outras impurezas do ferro-gusa por oxidação com ar soprado através do ferro fundido. A oxidação também aumenta a temperatura da massa de ferro e a mantém fundida. O processo, no entanto, tinha uma séria limitação, pois exigia minério de hematita, que é baixo em fósforo, porém é relativamente escasso. Sidney Gilchrist Thomas desenvolveu um processo mais sofisticado para eliminar o fósforo do ferro. Colaborando com seu primo, Percy Gilchrist, um químico da Blaenavon Ironworks, no País de Gales, ele patenteou seu processo em 1878; Bolckow Vaughan & Co. em Yorkshire foi a primeira empresa a usar seu processo patenteado. Seu processo foi especialmente valioso no continente europeu, onde a proporção de ferro fosfórico era muito maior do que na Inglaterra, e tanto na Bélgica quanto na Alemanha o nome do inventor se tornou mais conhecido do que em seu próprio país. Na América, embora o ferro não fosfórico predominasse amplamente, houve um imenso interesse na invenção. A disponibilidade de aço barato permitiu a construção de pontes maiores, ferrovias, arranha-céus e navios.

### Ferrovias

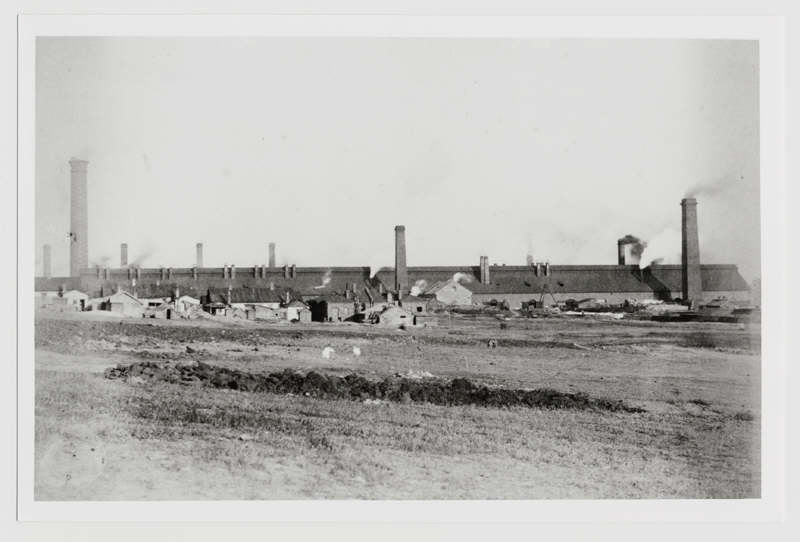
Uma laminadora de trilhos em Donetsk em 1887

O aumento da produção de aço a partir da década de 1860 significou que as ferrovias finalmente puderam ser feitas de aço a um custo competitivo. Sendo um material muito mais durável, o aço substituiu gradualmente o ferro como padrão para trilhos ferroviários e, devido à sua maior resistência, agora era possível laminar trilhos maiores. Os trilhos de aço duravam mais de dez vezes mais do que os de ferro e com a queda do custo do aço, trilhos mais pesados foram usados, o que permitiu a utilização de locomotivas mais potentes, que podiam puxar trens e vagões ferroviários mais longos, aumentando muito a produtividade das ferrovias. Os trens tornaram-se a forma dominante de infraestrutura de transporte em todo o mundo industrializado, produzindo uma diminuição constante no custo do transporte marítimo, observada durante o resto do século.
O primeiro trilho de aço de Mushet foi enviado para a estação ferroviária de Derby Midland . Os trilhos foram colocados em parte do acesso à estação, onde os trilhos de ferro tinham que ser substituídos pelo menos a cada seis meses e, ocasionalmente, a cada três. Seis anos mais tarde, em 1863, o caminho-de-ferro parecia tão perfeito como sempre, embora cerca de 700 comboios passassem por ele diariamente. Os primeiros trilhos de aço disponíveis comercialmente nos Estados Unidos foram fabricados em 1867 na Cambria Iron Works em Johnstown, Pensilvânia.

### Eletrificação
A base teórica e prática para o aproveitamento da energia elétrica foi estabelecida pelo cientista e experimentalista Michael Faraday. Por meio de sua pesquisa sobre o campo magnético ao redor de um condutor que transporta uma corrente contínua, Faraday estabeleceu a base para o conceito de campo eletromagnético na física.

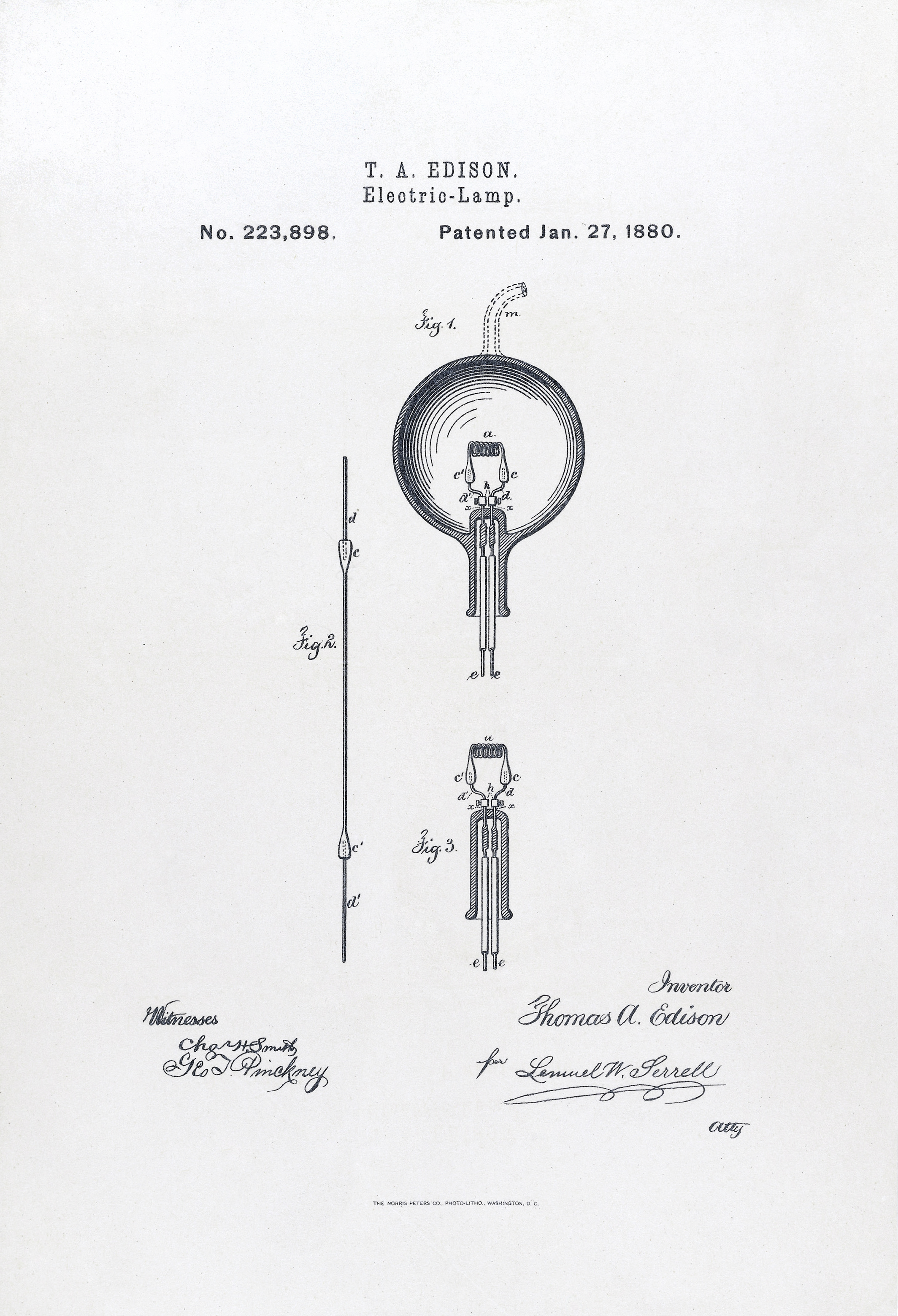
Patente dos EUA nº 223898: lâmpada elétrica, emitida em 27 de janeiro de 1880

Em 1881, Sir Joseph Swan, inventor da primeira lâmpada incandescente viável, forneceu cerca de 1,2 mil lâmpadas incandescentes ao Teatro Savoy na Cidade de Westminster, Londres, que foi o primeiro teatro e o primeiro edifício público do mundo a ser iluminado inteiramente por eletricidade. A lâmpada de Swan já havia sido usada em 1879 para iluminar a Mosley Street, em Newcastle upon Tyne, a primeira instalação de iluminação pública elétrica do mundo. Isso preparou o cenário para a eletrificação da indústria e do lar. A primeira central de distribuição de grande escala foi inaugurada no Viaduto Holborn, em Londres, em 1882 e mais tarde na Estação Pearl Street, na cidade de Nova York.

Campo magnético rotativo trifásico de um motor CA. Os três polos são conectados a um fio separado. Cada fio transporta corrente com 120 graus de diferença em fase. As setas mostram os vetores de força magnética resultantes. A corrente trifásica é usada no comércio e na indústria.

A primeira usina elétrica moderna do mundo foi construída pelo engenheiro eletricista inglês Sebastian de Ferranti em Deptford. Construída em uma escala sem precedentes e pioneira no uso de corrente alternada de alta tensão (10.000 V), ela gerou 800 quilowatts e abasteceu o centro de Londres. Após sua conclusão em 1891, ela fornecia energia CA de alta voltagem, que era então "reduzida" com transformadores para uso do consumidor em cada rua. A eletrificação permitiu os últimos grandes desenvolvimentos nos métodos de fabricação da Segunda Revolução Industrial, como a linha de montagem e a produção em massa, e foi chamada de "a mais importante conquista da engenharia do século XX" pela Academia Nacional de Engenharia.
A iluminação elétrica nas fábricas melhorou muito as condições de trabalho, eliminando o calor e a poluição causados pela iluminação a gás e reduzindo o risco de incêndio a ponto de o custo da eletricidade para iluminação ser frequentemente compensado pela redução nos prêmios de seguro contra incêndio. Frank J. Sprague desenvolveu o primeiro motor CC bem-sucedido em 1886. Em 1889, 110 ferrovias elétricas estavam usando seu equipamento ou em planejamento. O trem elétrico se tornou uma grande infraestrutura antes de 1920. O motor CA (motor de indução) foi desenvolvido na década de 1890 e logo começou a ser usado na eletrificação da indústria. A eletrificação também permitiu a produção barata de produtos eletroquímicos, como alumínio, cloro, hidróxido de sódio e magnésio.

### Máquinas-ferramentas

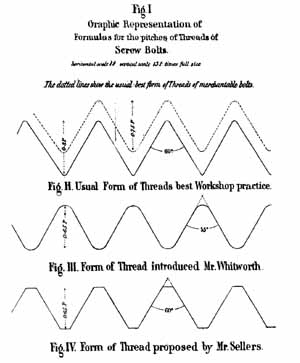
Uma representação gráfica de fórmulas para os passos de roscas de parafusos

O uso de máquinas-ferramentas começou com o início da Primeira Revolução Industrial. O aumento da mecanização exigiu mais peças de metal, que geralmente eram feitas de ferro fundido ou ferro forjado — e o trabalho manual carecia de precisão e era um processo lento e caro. Uma das primeiras máquinas-ferramentas foi a mandriladora de John Wilkinson, que fez um furo preciso na primeira máquina a vapor de James Watt em 1774. Os avanços na precisão das máquinas-ferramentas podem ser rastreados até Henry Maudslay e refinados por Joseph Whitworth. A padronização das roscas de parafusos começou com Henry Maudslay por volta de 1800. Em 1841, Whitworth criou um projeto que, por meio de sua adoção por muitas empresas ferroviárias britânicas, se tornou o primeiro padrão nacional de máquinas-ferramentas do mundo, denominado British Standard Whitworth.
A importância das máquinas-ferramentas para a produção em massa é demonstrada pelo fato de que a produção do Ford Modelo T utilizou 32 mil máquinas-ferramentas, a maioria das quais movidas a eletricidade. Henry Ford é citado dizendo que a produção em massa não teria sido possível sem eletricidade porque permitia a colocação de máquinas-ferramentas e outros equipamentos na ordem do fluxo de trabalho.

### Fabricação de papel
A primeira máquina de fazer papel foi a máquina Fourdrinier, construída por Sealy e Henry Fourdrinier, papelarias de Londres. Em 1800, Matthias Koopsinvestigou a ideia de usar madeira para fazer papel e iniciou seu negócio de impressão em Londres um ano depois. Entretanto, seu empreendimento não teve sucesso devido ao custo proibitivo da época. Foi na década de 1840 que Charles Fenerty, na Nova Escócia, e Friedrich Gottlob Keller, na Saxônia, inventaram uma máquina bem-sucedida que extraía fibras da madeira (como trapos) e, a partir dela, fazia papel. Isto deu início a uma nova era na fabricação de papel.

### Petróleo
A indústria petrolífera, tanto a produção quanto o refino, começou em 1848 com as primeiras obras petrolíferas na Escócia. O químico James Young abriu um pequeno negócio de refino de petróleo bruto em 1848. Young descobriu que, por destilação lenta, poderia obter vários líquidos úteis, um dos quais ele chamou de "óleo de parafina" porque, em baixas temperaturas, ele se solidificava em uma substância semelhante à cera de parafina. A perfuração com ferramenta de cabo foi desenvolvida na China antiga e era usada para perfurar poços de salmoura. Os domos de sal também continham gás natural, produzido por alguns poços e usado para evaporação da salmoura. A tecnologia chinesa de perfuração de poços foi introduzida na Europa em 1828.
Embora tenha havido muitos esforços em meados do século XIX para perfurar em busca de petróleo, o poço de Edwin Drake de 1859 perto de Titusville, Pensilvânia, é considerado o primeiro "poço de petróleo moderno". O poço de Drake desencadeou um grande crescimento na produção de petróleo nos Estados Unidos. Drake soube da perfuração com ferramentas de cabo por meio de trabalhadores chineses nos EUA. O primeiro produto primário foi o querosene para lâmpadas e aquecedores.
A iluminação a querosene era muito mais eficiente e menos dispendiosa do que a iluminação com óleos vegetais, sebo e óleo de baleia. Embora a iluminação a gás estivesse disponível em algumas cidades, o querosene produzia uma luz mais brilhante até a invenção da lareira a gás. Ambos foram substituídos pela eletricidade para iluminação pública após a década de 1890 e para residências durante a década de 1920. A gasolina era um subproduto indesejado do refino de petróleo até que os automóveis foram produzidos em massa depois de 1914 e a escassez de gasolina surgiu durante a Primeira Guerra Mundial. A invenção do processo de Burton para craqueamento térmico dobrou o rendimento da gasolina, o que ajudou a aliviar a escassez.

### Produtos químicos

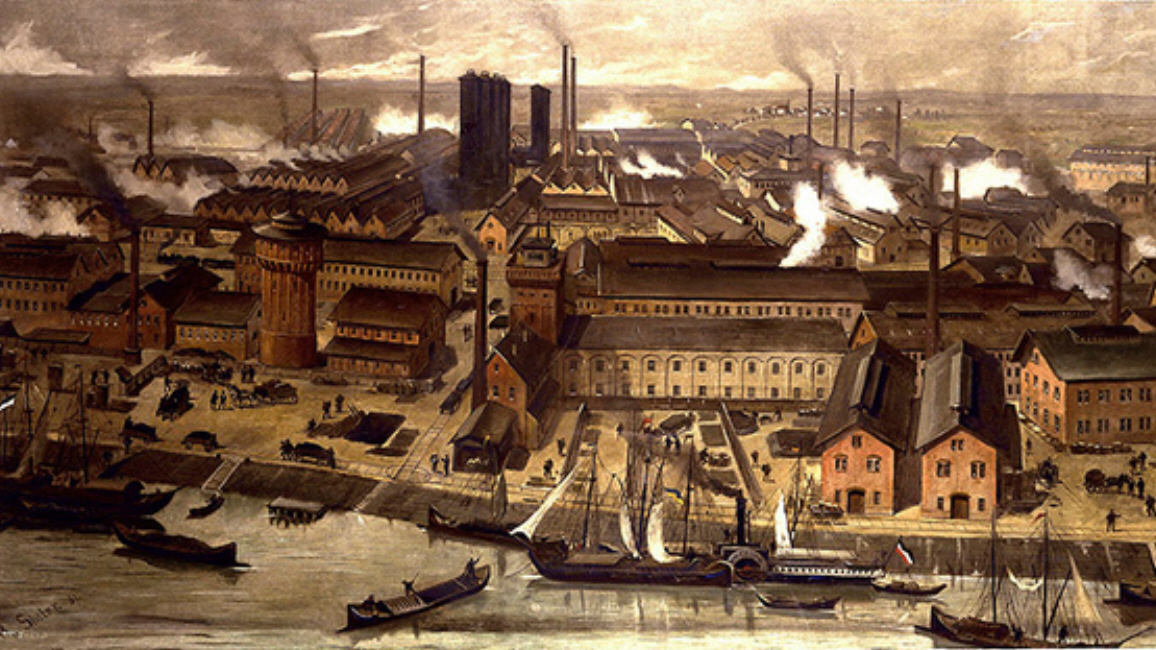
As fábricas químicas da BASF em Ludwigshafen, Alemanha, em 1881

O corante sintético foi descoberto pelo químico inglês William Henry Perkin em 1856. Naquela época, a química ainda estava em um estado bastante primitivo; ainda era difícil determinar o arranjo dos elementos em compostos e a indústria química ainda estava em seus primórdios. A descoberta acidental de Perkin foi que a anilina poderia ser parcialmente transformada em uma mistura bruta que, quando extraída com álcool, produzia uma substância com uma cor roxa intensa. Ele aumentou a produção da nova "mauveína" e comercializou-a como o primeiro corante sintético do mundo.

### Tecnologia marítima

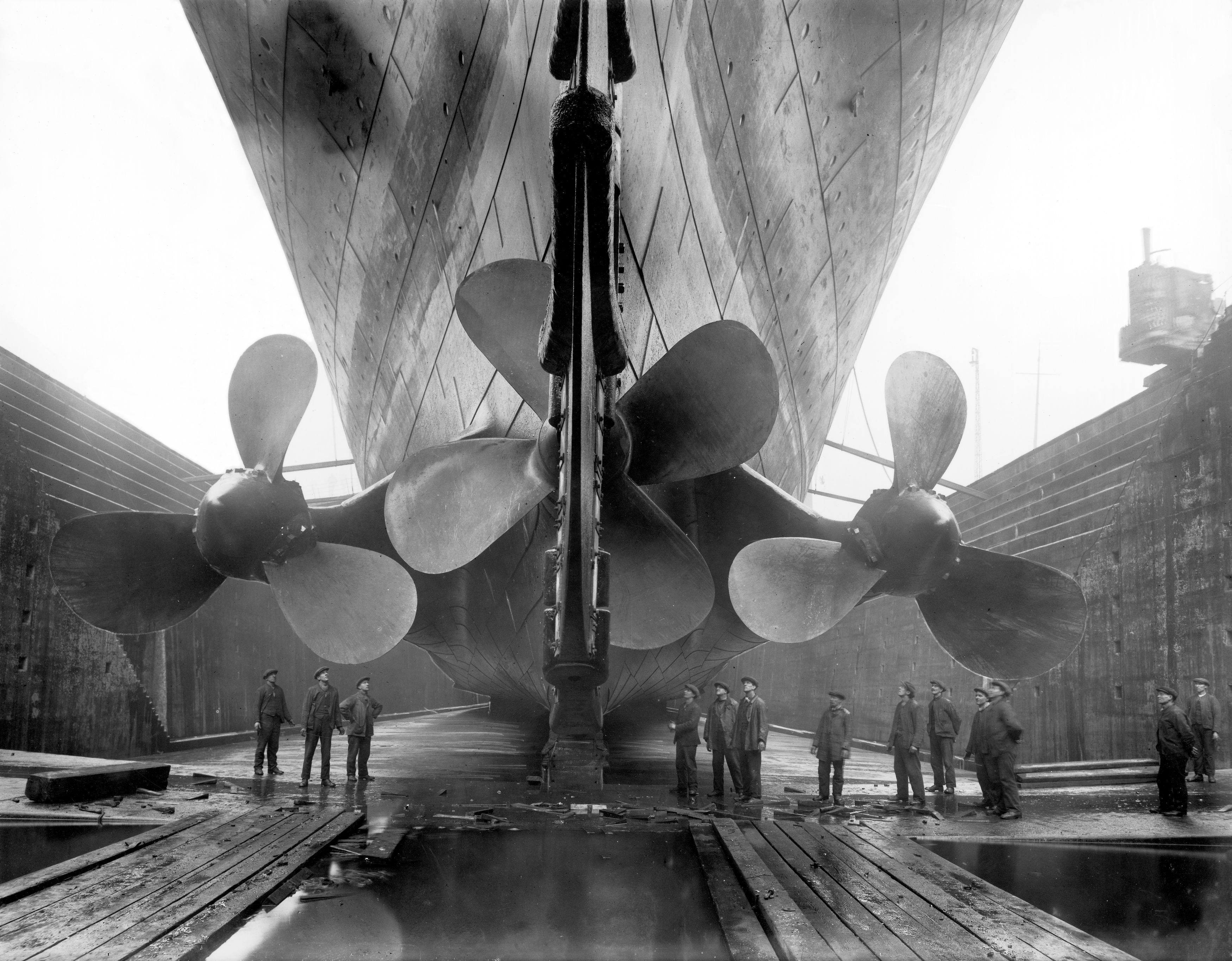
Hélices do em 1911

Essa era viu o nascimento dos navios modernos, quando avanços tecnológicos díspares se uniram. A hélice de parafuso foi introduzida em 1835 por Francis Pettit Smith, que descobriu acidentalmente uma nova maneira de construir hélices. Até então, elas eram literalmente parafusos, de comprimento considerável. Mas durante o teste de um barco impulsionado por um deles, o parafuso quebrou, deixando um fragmento com formato muito parecido com o de uma hélice de barco moderna. O barco se movia mais rápido com a hélice quebrada.
Outros desenvolvimentos tecnológicos se seguiram, incluindo a invenção do condensador de superfície, que permitiu que as caldeiras funcionassem com água purificada em vez de água salgada, eliminando a necessidade de parar para limpá-las em longas viagens marítimas. O SS Great Western, construído pelo engenheiro Isambard Kingdom Brunel, foi o maior navio do mundo com 72 metros de quilha e foi o primeiro a provar que os serviços de navios a vapor transatlânticos eram viáveis. O navio foi construído principalmente de madeira, mas Brunel adicionou parafusos e reforços diagonais de ferro para manter a resistência da quilha. Além das rodas de pás movidas a vapor, o navio tinha quatro mastros para velas.Máquinas a vapor de expansão múltipla altamente eficientes também começaram a ser usadas em navios, permitindo-lhes transportar menos carvão do que carga.
Foi John Penn, engenheiro da Marinha Real Britânica, que aperfeiçoou o motor oscilante. Um dos seus primeiros motores foi o motor de feixe Grasshopper. Em 1844, ele substituiu os motores do iate do Almirantado, HMS Black Eagle com motores oscilantes de potência dobrada, sem aumentar o peso ou o espaço ocupado, uma conquista que quebrou o domínio do fornecimento naval de Boulton & Watt e Maudslay, Son & Field. Penn também introduziu o motor a vapor marítimo  para acionar hélices de parafuso em navios de guerra. HMS Encounter (1846) e HMS Arrogant (1848) foram os primeiros navios a serem equipados com tais motores e tal era sua eficácia que, na época da morte de Penn em 1878, os motores já haviam sido instalados em 230 navios e foram os primeiros motores marítimos de alta pressão e alta revolução produzidos em massa.

### Borracha
A vulcanização da borracha, pelo americano Charles Goodyear e pelo inglês Thomas Hancock na década de 1840, abriu caminho para uma crescente indústria da borracha, especialmente a fabricação de pneus de borracha. John Boyd Dunlop desenvolveu o primeiro pneu pneumático prático em 1887 no sul de Belfast. Willie Hume demonstrou a supremacia dos pneus pneumáticos recém-inventados pela Dunlop em 1889, vencendo as primeiras corridas de pneus na Irlanda e depois na Inglaterra.

### Bicicletas
A bicicleta moderna foi projetada pelo engenheiro inglês Harry John Lawson em 1876, embora tenha sido John Kemp Starley quem produziu a primeira bicicleta de segurança comercialmente bem-sucedida alguns anos depois. As redes rodoviárias melhoraram muito no período, usando o método Macadam, desenvolvido pelo engenheiro escocês John Loudon McAdam, e estradas pavimentadas foram construídas na época da febre das bicicletas na década de 1890. O asfalto moderno foi patenteado pelo engenheiro civil britânico Edgar Purnell Hooley em 1901.

### Automóvel

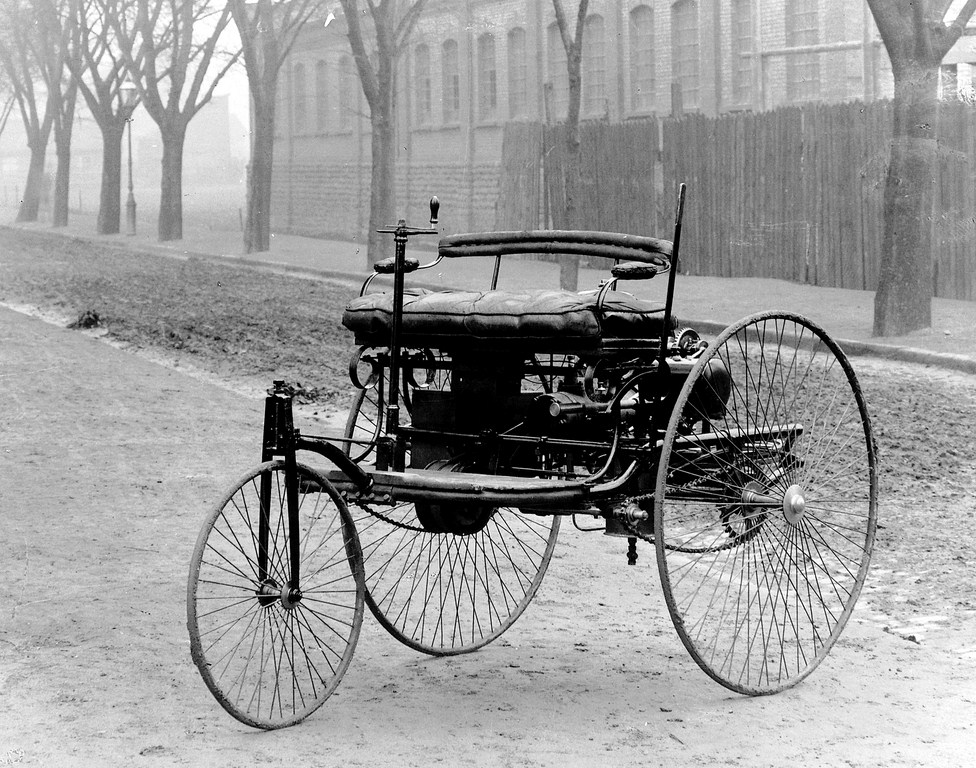
Benz Patent-Motorwagen, primeiro automóvel de produção, construído pela primeira vez em 1885

O inventor alemão Karl Benz patenteou o primeiro automóvel do mundo em 1886. Apresentava rodas de arame (ao contrário das de madeira das carruagens) com um motor de quatro tempos entre as rodas traseiras, com uma ignição por bobina muito avançada e resfriamento evaporativo em vez de um radiador. Henry Ford construiu seu primeiro carro em 1896 e trabalhou como pioneiro na indústria, com outros que eventualmente formariam suas próprias empresas, até a fundação da Ford Motor Company em 1903. Ford e outros na empresa lutaram para encontrar maneiras de aumentar a produção de um carro projetado e fabricado em uma escala que fosse acessível ao trabalhador médio. A solução desenvolvida pela Ford Motor foi uma fábrica completamente redesenhada com máquinas-ferramentas e máquinas para fins especiais que foram sistematicamente posicionadas na sequência de trabalho. Todos os movimentos humanos desnecessários foram eliminados colocando todo o trabalho e ferramentas ao alcance das mãos e, quando possível, em transportadores, formando a linha de montagem, sendo o processo completo chamado de produção em massa. Esta foi a primeira vez na história em que um produto grande e complexo, composto por 5 mil peças, foi produzido numa escala de centenas de milhares por ano. A economia obtida com os métodos de produção em massa permitiu que o preço do Modelo T caísse de 780 dólares em 1910 para 360 dólares em 1916. Em 1924, 2 milhões de Modelos T foram produzidos e vendidos por 290 dólares cada. (cerca de 5 mil dólares em 2023)

### Ciências aplicadas
As ciências aplicadas abriram muitas oportunidades. Em meados do século XIX, havia uma compreensão científica da química e uma compreensão fundamental da termodinâmica e, no último quarto do século, ambas as ciências estavam próximas de sua forma básica atual. A ciência da metalurgia avançou através do trabalho de Henry Clifton Sorby e outros. Sorby foi pioneiro na metalografia, o estudo dos metais sob o microscópio, o que abriu caminho para a compreensão científica dos metais e a produção em massa do aço. Em 1863, ele usou a gravação com ácido para estudar a estrutura microscópica dos metais e foi o primeiro a entender que uma quantidade pequena, mas precisa, de carbono dava ao aço sua resistência. Outros processos foram desenvolvidos para purificar vários elementos, como cromo, molibdênio, titânio, vanádio e níquel, que poderiam ser usados para fazer ligas com propriedades especiais, especialmente com aço. O aço vanádio, por exemplo, é forte e resistente à fadiga, e foi usado em metade do aço automotivo.
O cientista escocês James Clerk Maxwell foi particularmente influente — suas descobertas inauguraram a era da física moderna. Sua realização mais proeminente foi formular um conjunto de equações que descreviam eletricidade, magnetismo e óptica como manifestações do mesmo fenômeno, ou seja, o campo eletromagnético. A unificação dos fenômenos luminosos e elétricos levou à previsão da existência de ondas de rádio e foi a base para o futuro desenvolvimento da tecnologia de rádio por Hughes, Marconi e outros. O próprio Maxwell desenvolveu a primeira fotografia colorida durável em 1861 e publicou o primeiro tratamento científico da teoria do controle, A teoria de controle é a base do controle de processos, que é amplamente utilizado em automação e para controlar navios e aviões.

### Fertilizantes
Justus von Liebig foi o primeiro a entender a importância da amônia como fertilizante e promoveu a importância dos minerais inorgânicos para a nutrição das plantas. Na Inglaterra, ele tentou implementar suas teorias comercialmente por meio de um fertilizante criado pelo tratamento de fosfato de cal em farinha de osso com ácido sulfúrico. Outro pioneiro foi John Bennet Lawes, que começou a fazer experiências com os efeitos de vários adubos em plantas cultivadas em vasos em 1837, resultando num adubo formado pelo tratamento de fosfatos com ácido sulfúrico; este seria o primeiro produto da nascente indústria de adubos artificiais.
A descoberta de coprólitos em quantidades comerciais em East Anglia levou Fisons e Edward Packard a desenvolver uma das primeiras fábricas de fertilizantes comerciais em larga escala em Bramford e Snape na década de 1850. Na década de 1870, os superfosfatos produzidos nessas fábricas eram enviados para todo o mundo a partir do porto de Ipswich.
O processo de Birkeland-Eyde foi desenvolvido pelo industrial e cientista norueguês Kristian Birkeland juntamente com seu parceiro de negócios Sam Eyde em 1903, mas logo foi substituído pelo processo de Haber muito mais eficiente, desenvolvido pelos químicos ganhadores do Prêmio Nobel Carl Bosch da IG Farben e Fritz Haber na Alemanha.

### Motores e turbinas
A turbina a vapor foi desenvolvida por Sir Charles Parsons em 1884. Seu primeiro modelo foi conectado a um dínamo que gerava 7,5 kW de eletricidade. A invenção da turbina a vapor de Parson tornou possível a eletricidade barata e abundante e revolucionou o transporte marítimo e a guerra naval. Na época da morte de Parson, sua turbina havia sido adotada em todas as principais usinas de energia do mundo.
O primeiro motor de combustão interna amplamente utilizado foi o tipo Otto de 1876. Da década de 1880 até a eletrificação, ela teve sucesso em pequenas oficinas porque as pequenas máquinas a vapor eram ineficientes e exigiam muita atenção do operador.
O motor diesel foi projetado de forma independente por Rudolf Diesel e Herbert Akroyd Stuart na década de 1890, usando princípios termodinâmicos com a intenção específica de ser altamente eficiente. Levou vários anos para ser aperfeiçoado e se tornar popular, mas encontrou aplicação na navegação antes de impulsionar locomotivas. Continua a ser o motor primário mais eficiente do mundo.

### Telecomunicações

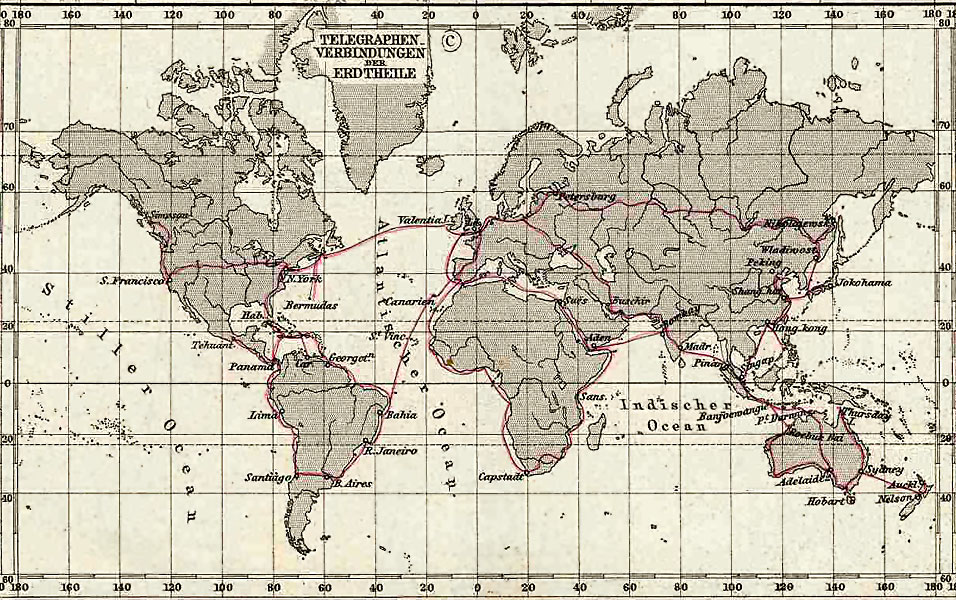
Principais linhas telegráficas em 1891

O primeiro sistema telegráfico comercial foi instalado por Sir William Fothergill Cooke e Charles Wheatstone em maio de 1837 entre a estação ferroviária de Euston e Camden Town, em Londres.
A rápida expansão das redes telegráficas ocorreu ao longo do século, com o primeiro cabo telegráfico submarino sendo construído por John Watkins Brett entre a França e a Inglaterra. A Atlantic Telegraph Company foi fundada em Londres em 1856 para empreender a construção de um cabo telegráfico comercial através do Oceano Atlântico. Isto foi concluído com sucesso em 18 de julho de 1866 pelo navio SS Great Eastern, capitaneado por Sir James Anderson, após muitos contratempos ao longo do caminho. Da década de 1850 até 1911, os sistemas de cabos submarinos britânicos dominaram o mundo. Isto foi definido como um objetivo estratégico formal, que ficou conhecido como All Red Line. O telefone foi patenteado em 1876 por Alexander Graham Bell e, como o telégrafo inicial, foi usado principalmente para acelerar transações comerciais.
Como mencionado acima, um dos avanços científicos mais importantes de toda a história foi a unificação da luz, eletricidade e magnetismo por meio da teoria eletromagnética de Maxwell. Uma compreensão científica da eletricidade era necessária para o desenvolvimento de geradores, motores e transformadores elétricos eficientes. David Edward Hughes e Heinrich Hertz demonstraram e confirmaram o fenômeno das ondas eletromagnéticas que havia sido previsto por Maxwell.
Foi o inventor italiano Guglielmo Marconi que comercializou com sucesso o rádio na virada do século. Ele fundou a The Wireless Telegraph & Signal Company na Grã-Bretanha em 1897 e, no mesmo ano, transmitiu o código Morse através da planície de Salisbury, enviou a primeira comunicação sem fio em mar aberto e fez a primeira transmissão transatlântica em 1901 de Poldhu, Cornwall para Signal Hill, Newfoundland. Marconi construiu estações de alta potência em ambos os lados do Atlântico e iniciou um serviço comercial para transmitir resumos de notícias noturnas para navios assinantes em 1904.

### Gestão empresarial moderna

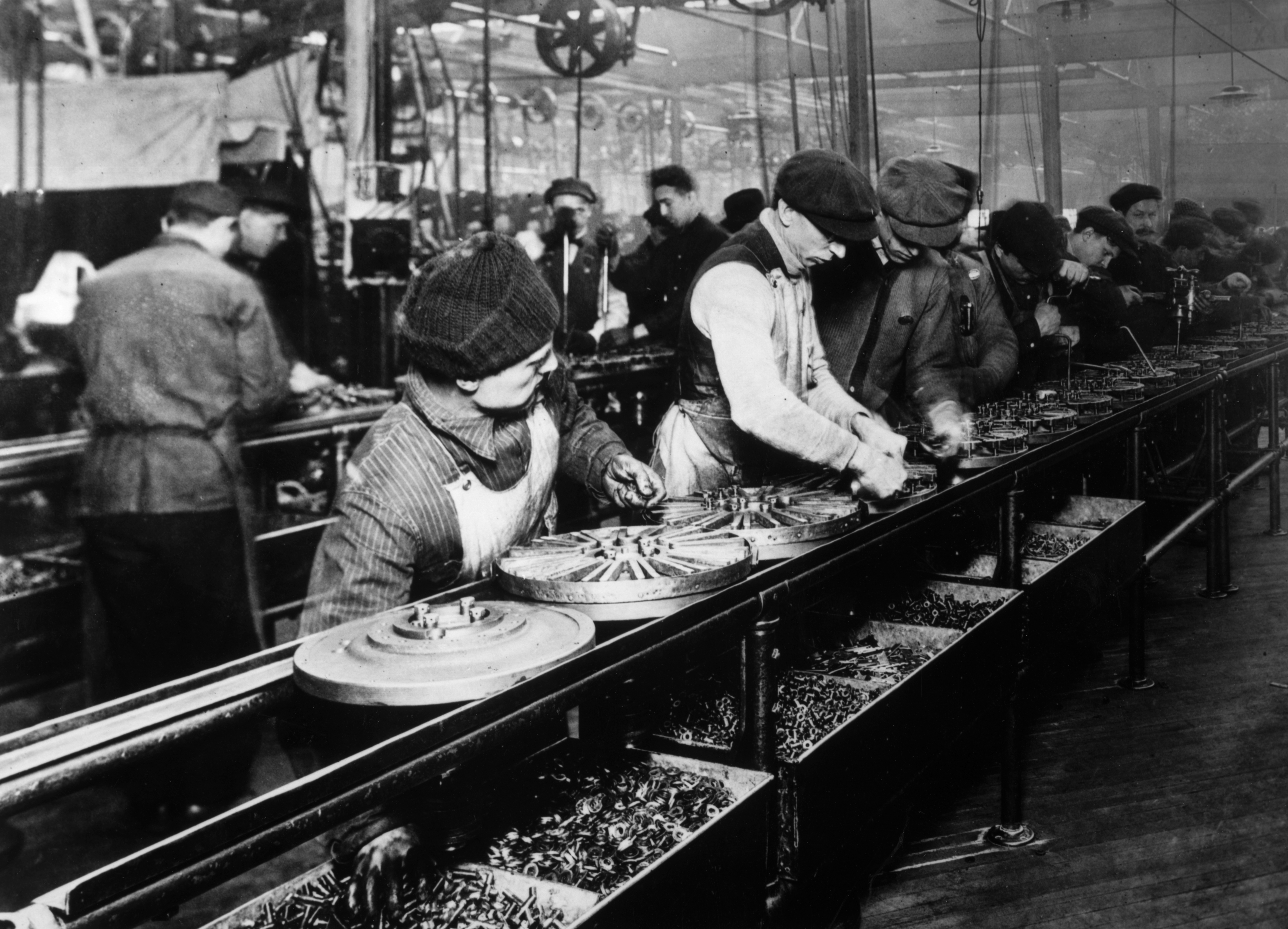
Trabalhadores da primeira linha de montagem móvel montaram magnetos e volantes para automóveis Ford de 1913 em Michigan.

Estudiosos como Alfred Chandler atribuem às ferrovias o mérito de criar o empreendimento empresarial moderno. Anteriormente, a gestão da maioria das empresas era composta por proprietários individuais ou grupos de sócios, alguns dos quais muitas vezes tinham pouco envolvimento prático nas operações diárias. A expertise centralizada no escritório central não era suficiente. Uma ferrovia exigia conhecimento especializado disponível em toda a extensão de seus trilhos para lidar com crises diárias, avarias e mau tempo. Uma colisão em Massachusetts em 1841 levou a um apelo por uma reforma de segurança. Isso levou à reorganização das ferrovias em diferentes departamentos com linhas claras de autoridade de gestão. Quando o telégrafo se tornou disponível, as empresas construíram linhas telegráficas ao longo das ferrovias para monitorar os trens.
As ferrovias envolviam operações complexas, empregavam quantidades extremamente grandes de capital e administravam um negócio mais complicado do que qualquer coisa anterior. Consequentemente, eles precisavam de melhores maneiras de monitorar custos. Por exemplo, para calcular as tarifas, eles tinham que saber o custo de uma tonelada-milha de frete. Eles também precisavam monitorar os carros, que podiam desaparecer por meses. Isto levou ao que foi chamado de "contabilidade ferroviária", que mais tarde foi adotada pela indústria siderúrgica e outras indústrias, e eventualmente se tornou a contabilidade moderna.

## Impactos socioeconômicos

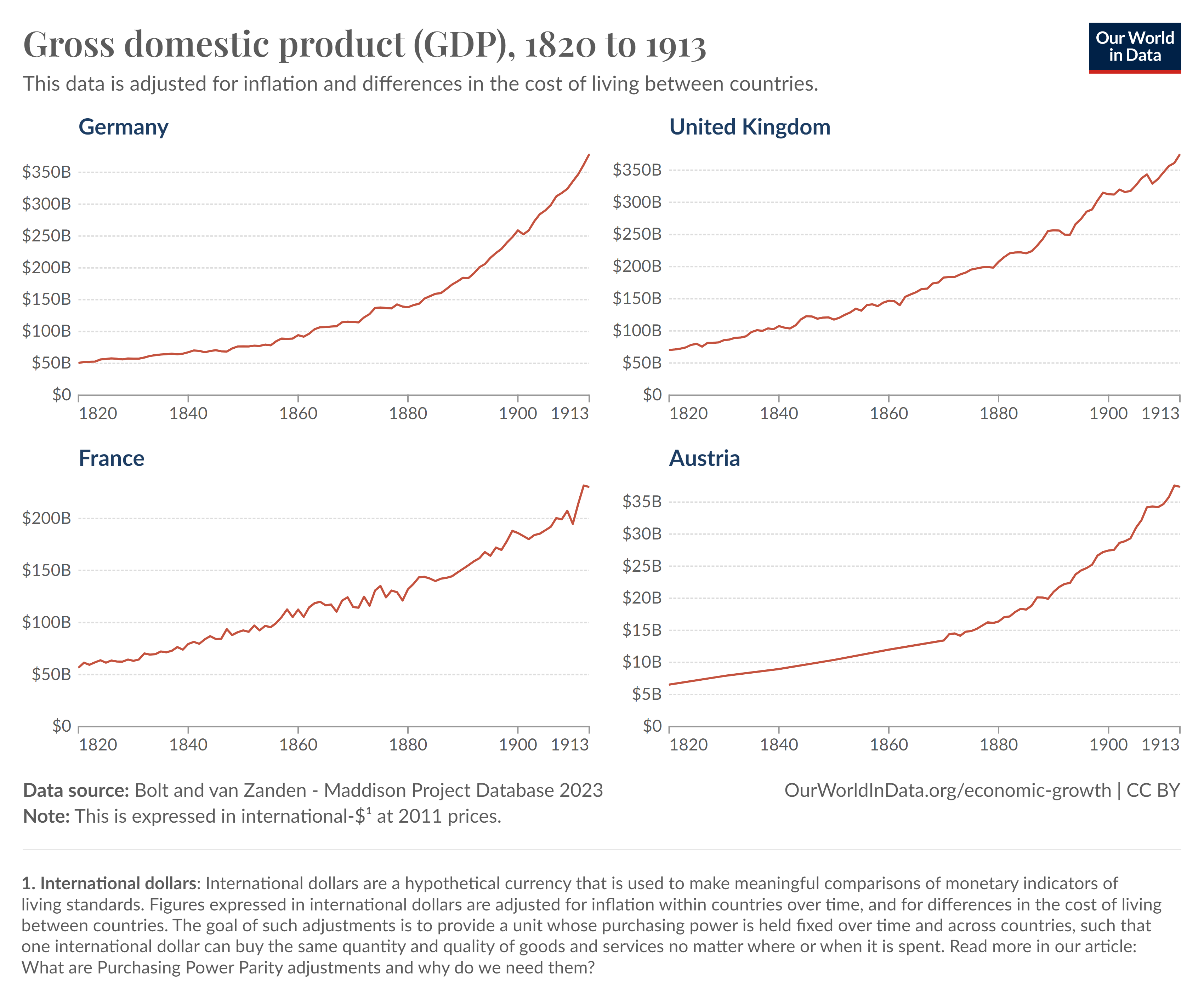
O PIB das potências europeias conheceu um crescimento significativo durante a Segunda Revolução Industrial.

O período de 1870 a 1890 viu o maior aumento no crescimento econômico em um período tão curto como nunca antes na história da humanidade. Os padrões de vida melhoraram significativamente nos países recentemente industrializados, pois os preços dos produtos caíram drasticamente devido ao aumento da produtividade. Isto causou desemprego e grandes convulsões no comércio e na indústria, com muitos trabalhadores a serem substituídos por máquinas e muitas fábricas, navios e outras formas de capital fixo a tornarem-se obsoletas num espaço de tempo muito curto.
“As mudanças econômicas que ocorreram durante o último quarto de século - ou durante a atual geração de homens vivos - foram, sem dúvida, mais importantes e mais variadas do que durante qualquer período da história do mundo”.
As quebras de colheitas já não resultavam em fome em áreas ligadas a grandes mercados através de infraestruturas de transporte.
Em 1870, o trabalho realizado pelas máquinas a vapor excedia o realizado pela força animal e humana. Cavalos e mulas continuaram importantes na agricultura até o desenvolvimento do trator de combustão interna, perto do fim da Segunda Revolução Industrial.
Melhorias na eficiência do vapor, como motores a vapor de expansão tripla, permitiram que os navios transportassem muito mais carga do que carvão, resultando em volumes muito maiores de comércio internacional. A maior eficiência das máquinas a vapor fez com que o número de máquinas a vapor aumentasse várias vezes, levando a um aumento no uso do carvão, sendo o fenômeno denominado paradoxo de Jevons.
Em 1890, havia uma rede telegráfica internacional que permitia que comerciantes na Inglaterra ou nos EUA fizessem pedidos a fornecedores na Índia e na China para que mercadorias fossem transportadas em novos e eficientes navios a vapor. Isto, juntamente com a abertura do Canal do Suez, levou ao declínio dos grandes distritos de armazenagem em Londres e noutros locais, e à eliminação de muitos intermediários.
O tremendo crescimento da produtividade, das redes de transporte, da produção industrial e da produção agrícola reduziu os preços de quase todos os bens. Isto levou a muitas falências empresariais e a períodos que foram chamados de depressões, que ocorreram à medida que a economia mundial crescia. (ver também: Longa Depressão)
O sistema fabril centralizava a produção em prédios separados, financiados e dirigidos por especialistas (em oposição ao trabalho em casa). A divisão do trabalho tornou tanto o trabalho qualificado quanto o não qualificado mais produtivo e levou a um rápido crescimento populacional nos centros industriais. A mudança da agricultura para a indústria ocorreu na Grã-Bretanha na década de 1730, quando a porcentagem da população trabalhadora envolvida na agricultura caiu abaixo de 50%, um desenvolvimento que só aconteceria em outros lugares (Países Baixos) nas décadas de 1830 e 1840. Em 1890, o número caiu para menos de 10% e a grande maioria da população britânica era urbanizada. Este marco foi alcançado pelos Países Baixos e pelos EUA na década de 1950.
Assim como a Primeira Revolução Industrial, a segunda apoiou o crescimento populacional e viu a maioria dos governos proteger suas economias nacionais com tarifas. A Grã-Bretanha manteve sua crença no livre comércio durante todo esse período. O amplo impacto social de ambas as revoluções incluiu a reconstrução da classe trabalhadora com o surgimento de novas tecnologias. As mudanças resultaram na criação de uma classe média maior e cada vez mais profissional, no declínio do trabalho infantil e no crescimento dramático de uma cultura materialista baseada no consumo.
Em 1900, o líder da produção industrial era o Reino Unido, com 24% do total mundial, seguida pelos Estados Unidos (19%), Alemanha (13%), Rússia (9%) e França (7%). A Europa em conjunto era responsável por 62%.
As grandes invenções e inovações da Segunda Revolução Industrial fazem parte da nossa vida moderna. Eles continuaram a ser os motores da economia até depois da Segunda Guerra Mundial. Grandes inovações ocorreram no pós-guerra, algumas das quais são: computadores, semicondutores, a rede de fibra óptica e a Internet, telefones celulares, turbinas de combustão (motores a jato) e a Revolução Verde.